# Junonia lavinia
Junonia lavinia är en fjärilsart som beskrevs av Pieter Cramer 1775. Junonia lavinia ingår i släktet Junonia och familjen praktfjärilar. Inga underarter finns listade i Catalogue of Life.